# Капітолій штату Нью-Йорк
Капіто́лій штату Нью-Йорк (англ. New York State Capitol) — будівля уряду штату Нью-Йорк, розташована в столиці штату, місті Олбані.
У 1979 році капітолій отримав статус національної історичної пам'ятки США.

## Історія
У 1797 році місто Олбані стало столицею штату Нью-Йорк. До 1811 року законодавчі збори штату проходили в міській ратуші старого міста. Перший Капітолій штату спроєктував архітектор Філіп Гукер, будівництво тривало з 1804 по 1812 рік.
Будівництво сучасного Капітоля тривало з 1867 по 1899 роки. Над його проєктом працювали три команди архітекторів: Томаса Фуллера (1867—1875), Леопольда Ейдлідса і Генрі Гобсона Річардсона (1875—1883) та Ісаака Перрі (1883—1899). Перший поверх Капітолія, побудований Фуллером, виконаний у романському стилі. Після того як віцегубернатор Вільям Доршаймер замінив його на Ейдлідса і Річардсона, два наступних поверхи побудували в класичному стилі епохи Відродження. Згодом, щоб зменшити витрати на будівництво, замість Ейдлідса і Річардсона призначили Перрі, який добудував четвертий поверх і дах у вікторіанському стилі. При цьому, заплановані проєктом куполи й башти так і не були завершені, через вичерпання запасу міцності конструкції будівлі, на якій уже з'являлися тріщини. Більш того, вся конструкція почала зміщуватися в бік Стейт-стріт; щоб зупинити цей рух, додано масивні сходи (51 м завдовжки) зі східного боку для підтримання фасаду.
У 1916 році перед Капітолієм відкрито пам'ятник Філіпу Шерідану.

## Галерея

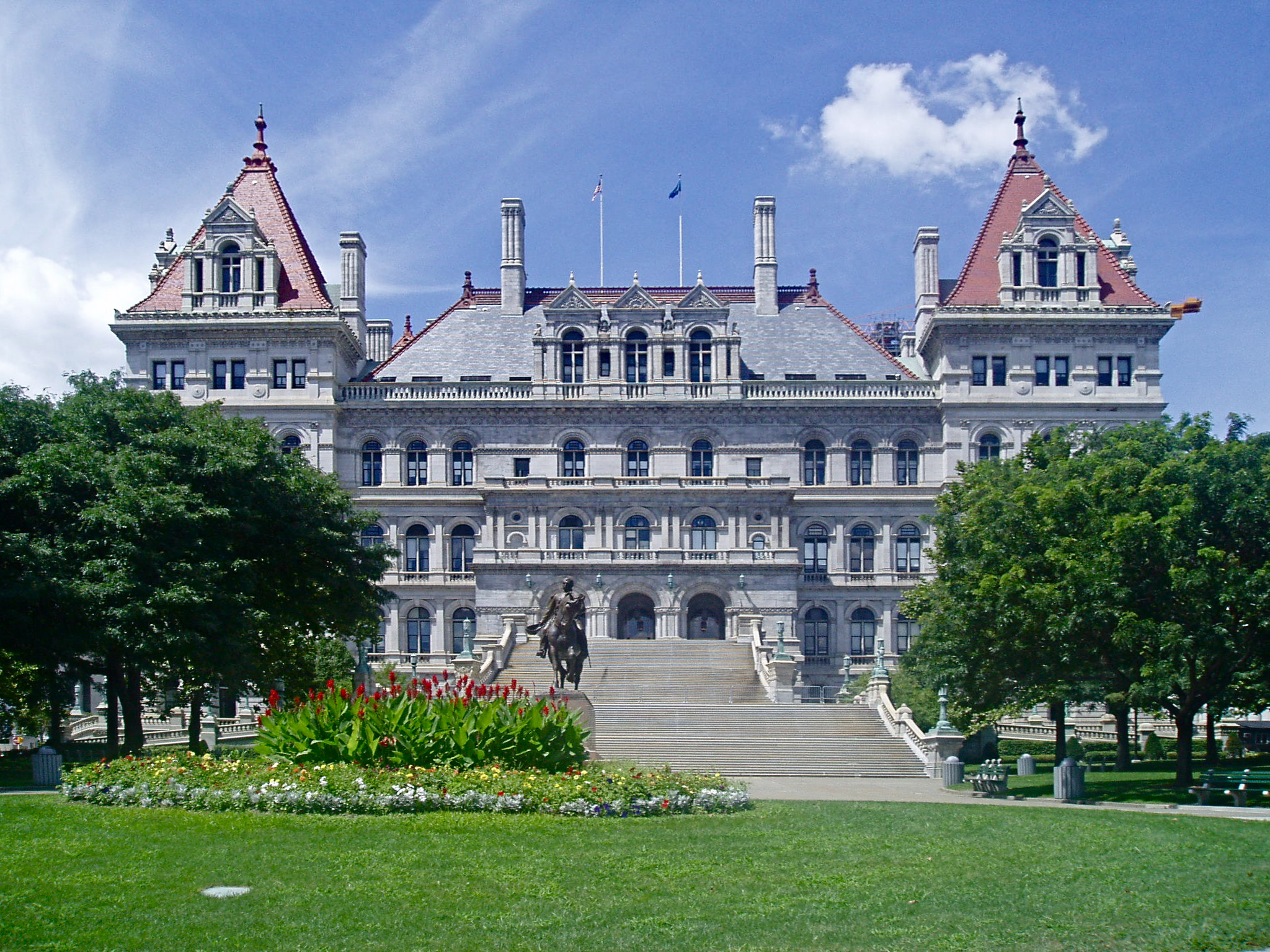
Вид з південного сходу
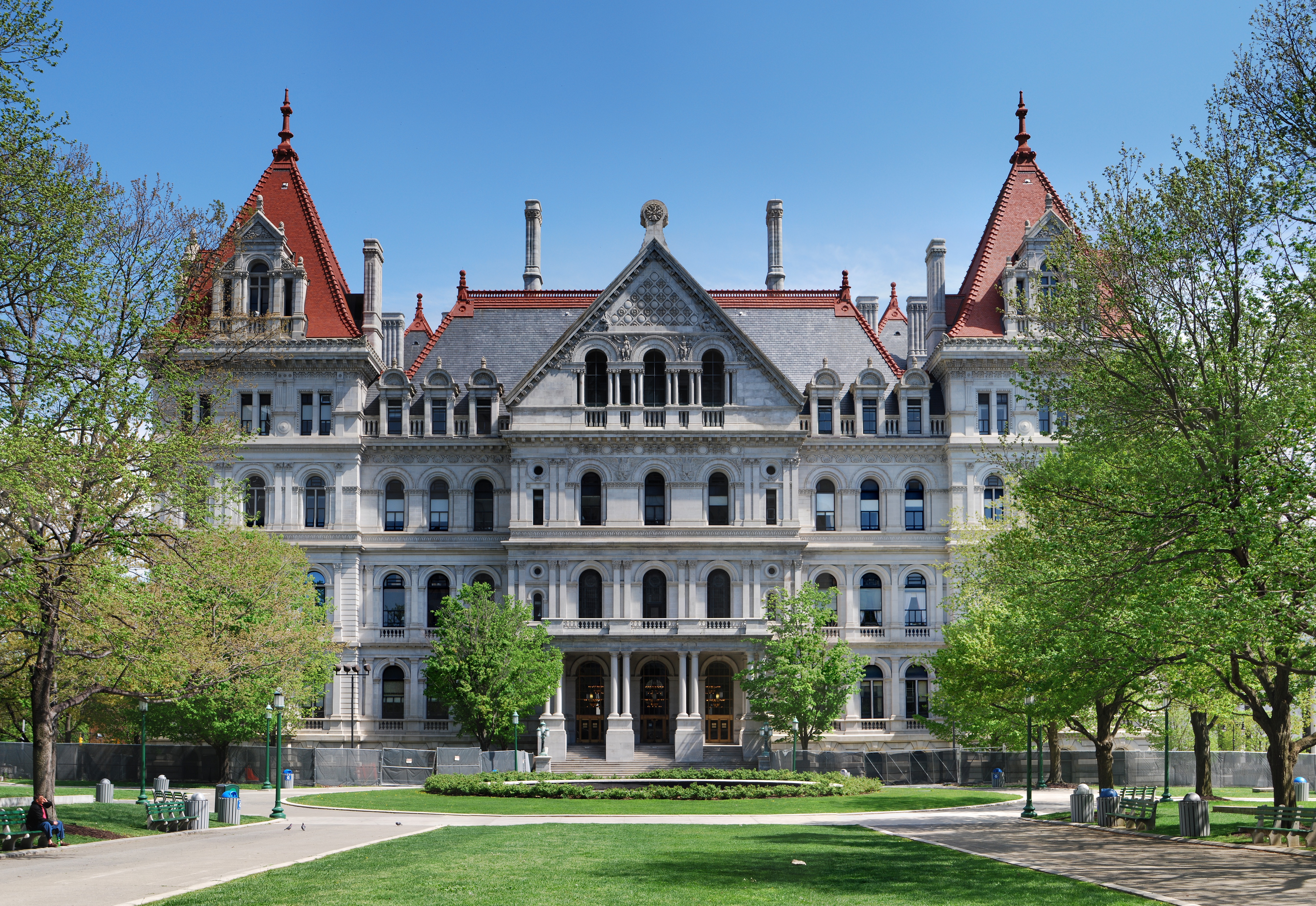
Західна частина
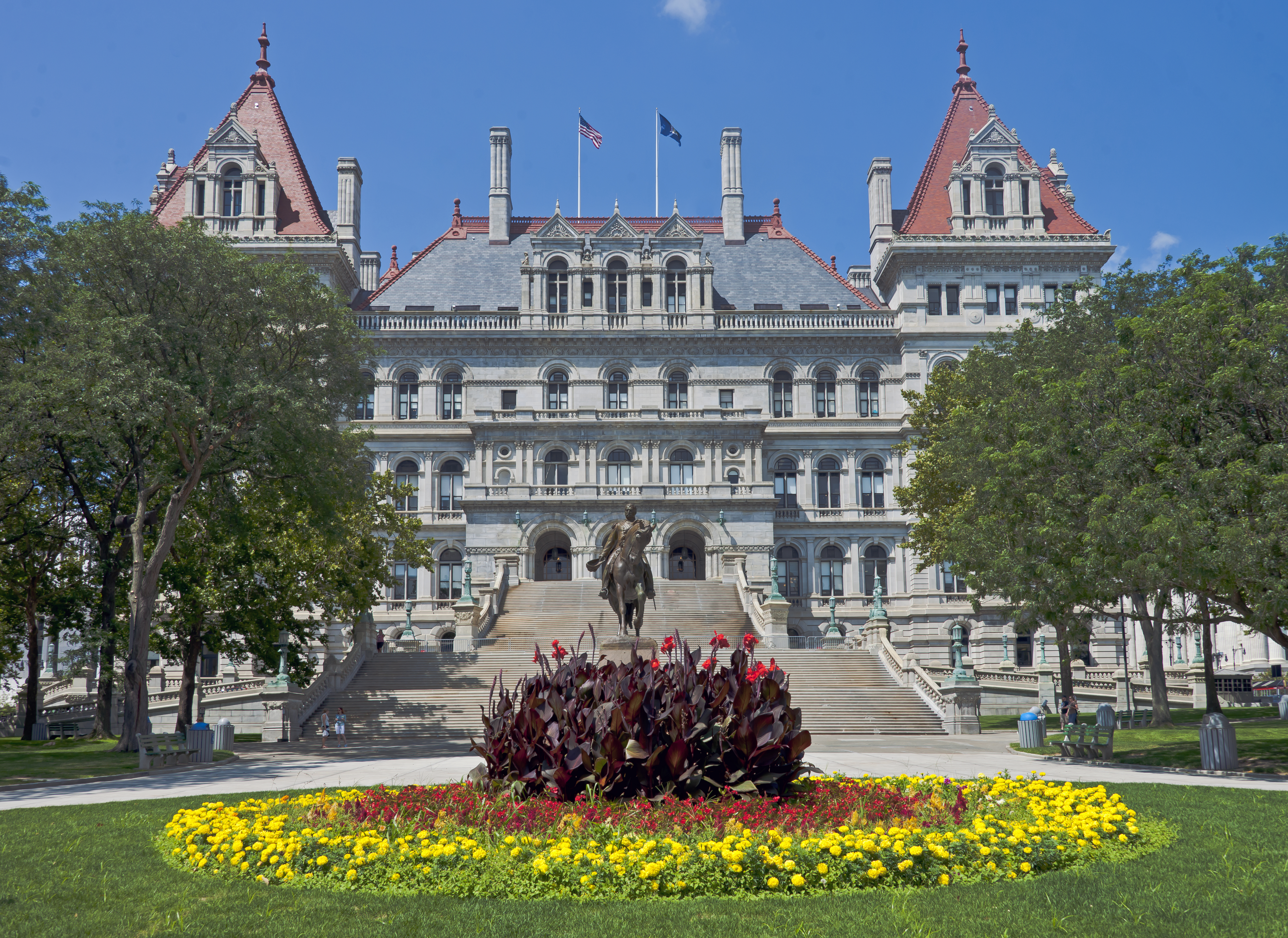
Центральний вхід
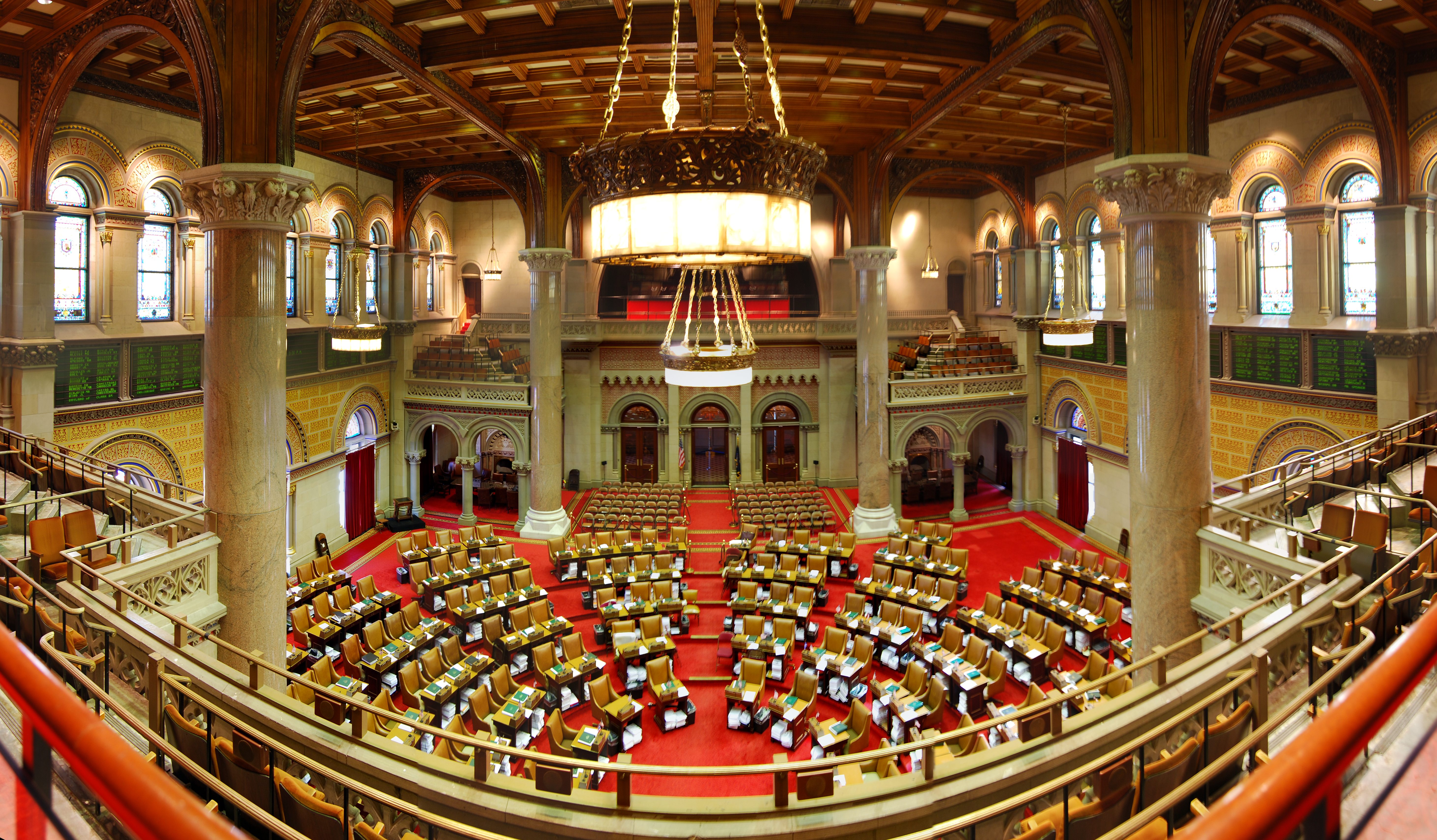
Палата Асамблеї штату Нью-Йорк
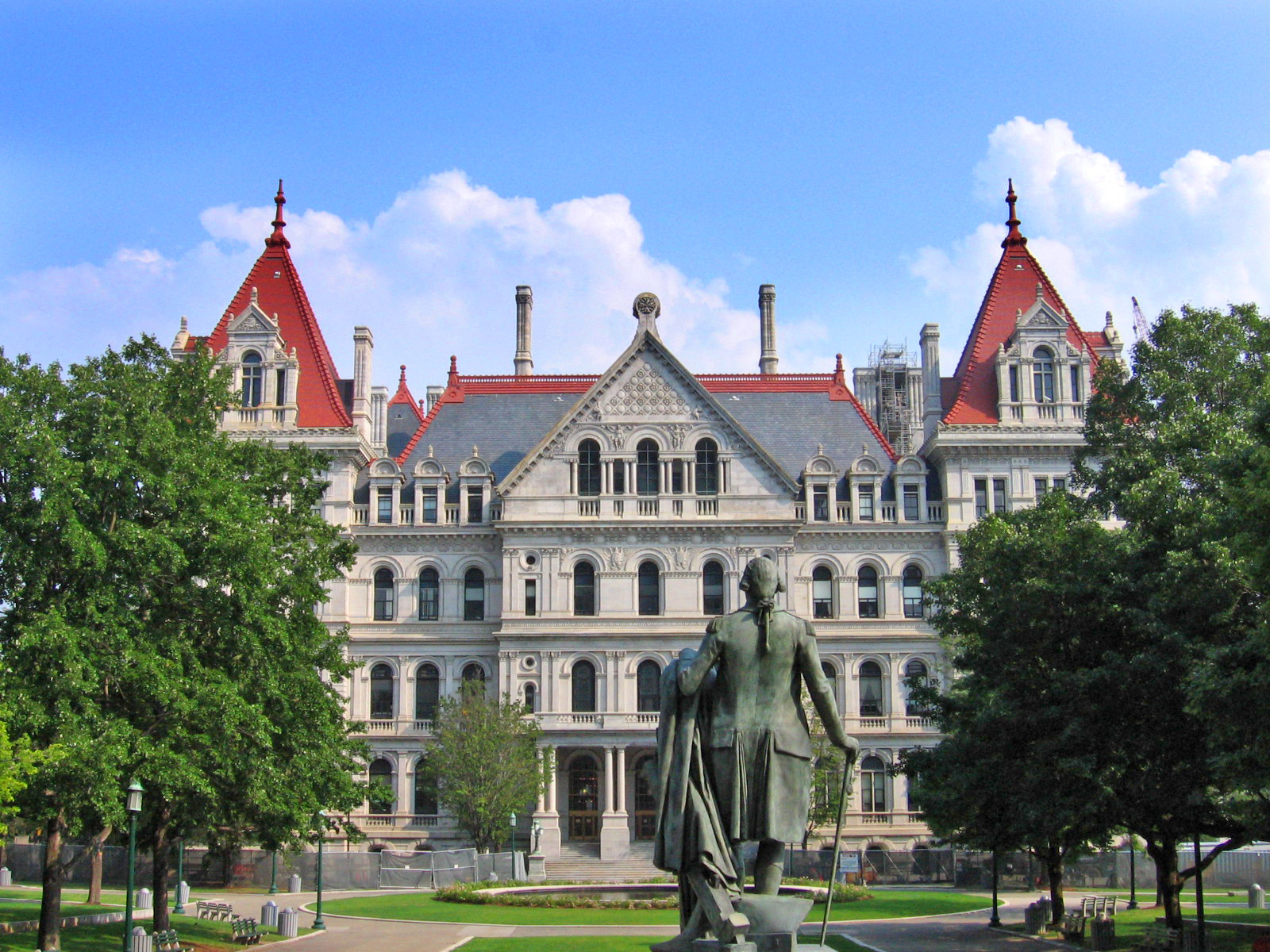
Пам'ятник Джорджу Вашингтону, північно-західний бік Капітолія